# Hřib bronzový
Hřib bronzový (Boletus aereus Bull.: Fr. 1789) je velmi vzácná jedlá houba z čeledi hřibovitých. Patří mezi tzv. pravé hřiby, které byly mykologicky vymezeny do sekce Edules.

## Synonyma
- Boletus aereus Bull. 1788 (nom. inval.)[2]
- Boletus aereus Bull.: Fr. 1821[2]
- Boletus edulis Fr. subsp. aereus Bull.[3]
- Boletus mamorensis Redeuilh 1978[4]
- Boletus sykorae Smotl.[5] 1934
- Dictyopus aereus Quel.
- Tubiporus aereus (Fries) Karsten
- Tubiporus edulis ssp. aereus (Bull.) Maire 1937

česká jména
- hřib bronzový
- hřib čerňák[6]
- hřib černohlavý[7]
- hřib černohnědý[5]
- hřib černý[5]
- hřib tmavohnědý[8]

lidové názvy
- černohlávek[8]
- čerňák[5][7]
- černý dubák[9]
- bronzák

## Taxonomie
Především ve starší literatuře se označení Boletus aereus Bull. 1791, případně Boletus aereus Frank používalo nejen pro hřib bronzový, ale také hřib přívěskatý. Odborný název Boletus aereus se dnes používá jen pro hřib bronzový. Nejednoznačnost pocházela z mykologického popisu Jeana Baptiste Francoise Bulliarda, na jejímž základě byly obě houby považovány jen za různé formy téhož druhu (bělomasou a žlutomasou). Podle stávající mykologického systému jde o dva samostatné rody: hřib bronzový patří do rodu Boletus, hřib přívěskatý do rodu Butyrioletus
Český mykolog František Smotlacha z důvodu v nejednoznačnosti názvu Boletus aereus (který považoval de facto za nomen confusum) a roku 1912 (nedlouho po vydání své monografie hub hřibovitých) zavedl název Boletus Sykorae (sic) na počest amatérského mykologa Jaroslava Sýkory, který Smotlachu na výskyt této houby v Čechách upozornil. Tento název Smotlacha prioritizoval až do roku 1937, kdy se začala situace kolem názvu Boletus aereus vyjasňovat (pro hřib přívěskatý byl použit starší název Boletus appendiculatus a označení Boletus aereus se začalo používat jednoznačně pro hřib bronzový).

## Popis

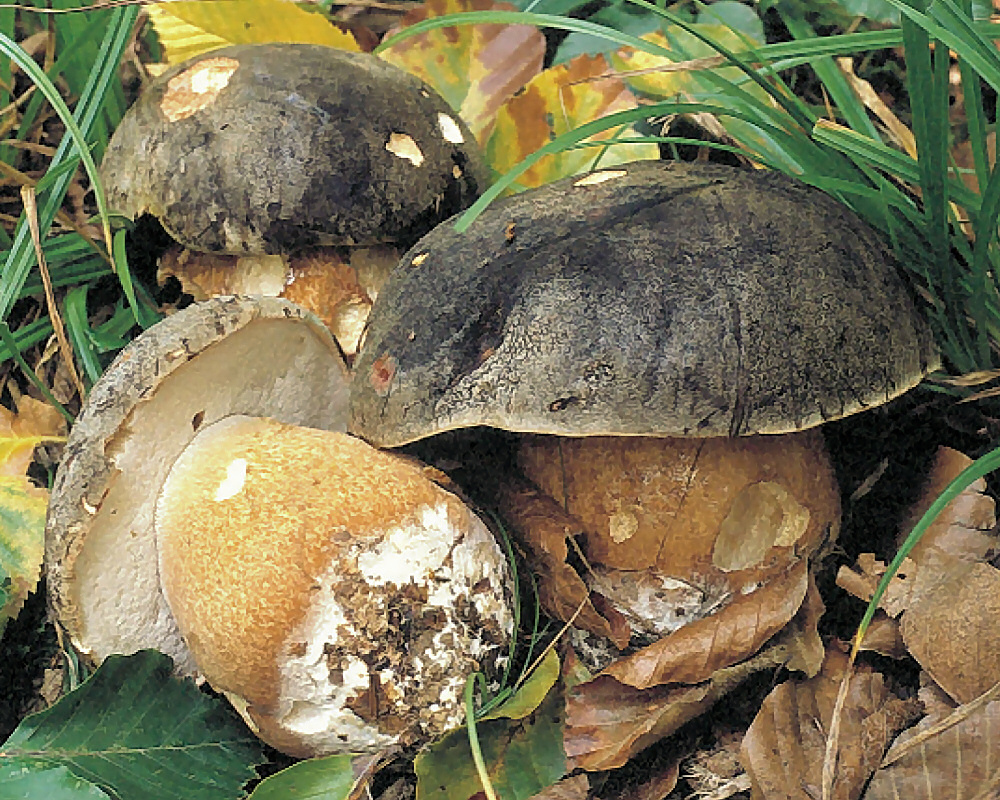
Póry zůstávají dlouho světlé

### Makroskopický
Klobouk dosahuje 60 - 150 (220) milimetrů, zprvu polokulovitý tvar se mění na klenutý až ploše poduškovitý. Povrch je čokoládově až tmavě hnědý, někdy hnědočerný až černý, vzácněji se může objevovat hnědoolivové zbarvení. Tmavší zbarvení mohou střídat rezavohnědé, kaštanové až bronzové zóny. Pokožka bývá matná, za suchého počasí plstnatá. Na temeni může rozpraskávat.
Rourky 10 - 25 milimetrů dlouhé, společně s póry bílé, ve stáří se žlutoolivovým až žlutookrovým nádechem. Otlaky zůstávají barevně neměnné.
Třeň je v mládí soudkovitý až zduřelý, později kyjovitý až válcovitý. Povrch je světle nebo okrově hnědý, krytý bělavou až hnědavou síťkou, která může být redukovaná.
Dužnina má žluté zbarvení, na řezu nemodrá. Chuť i vůně jsou příjemné, nenápadné.

### Mikroskopický
Povrch klobouku kryjí trichodermové vláknité 4 - 8 (11) μm široké hyfy. Výtrusy dosahují (11) 12 - 15 (17) × (4) 4,5 - 5,5 (6) μm, jsou boletoidního tvaru, téměř vřetenovité až vřetenovitě elipsoidní s mělkou suprahilární depresí. Výtrusný prach má hnědoolivovou barvu.

## Výskyt
Hřib bronzový je nejteplomilnější hřib ze sekce Edules, Pilát jej řadil mezi typické druhy xerotermních dubo-habrových hájů na vápencích. Vyskytuje se v nížinách až pahorkatinách, roste v dubinách a dubohabřinách, objevuje se i na hrázích rybníků v oblastech teplomilné květeny. Mykorhizně je vázaný na duby, méně často na jiné listnáče, například buky, habry a kaštanovník setý. Fruktifikuje jednotlivě nebo v malých skupinách od června do začátku října.

## Rozšíření

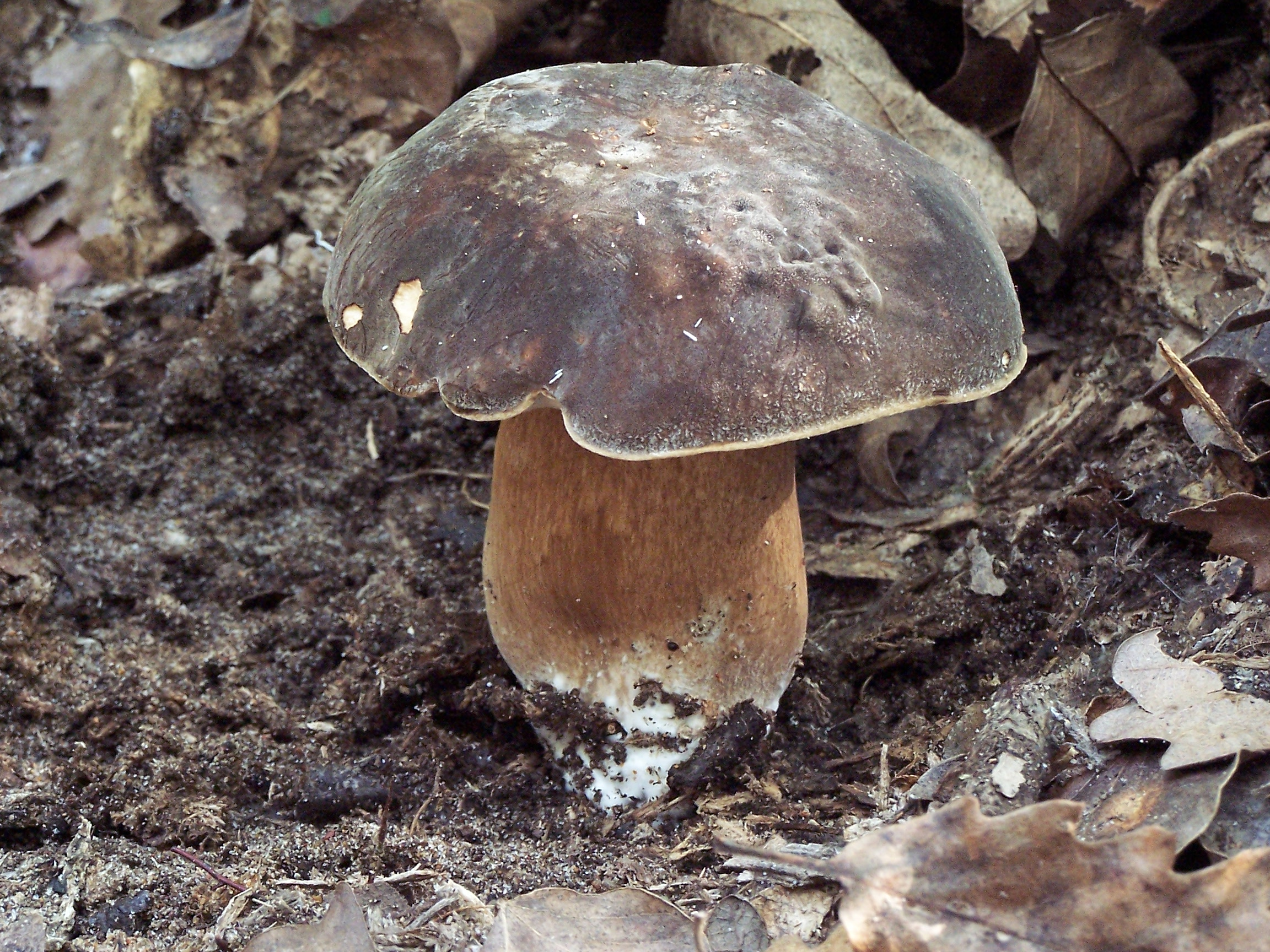
Hřib bronzový

Hřib bronzový roste v Evropě a Africe. Z evropských zemí jsou to: Belgie, Česká republika, Dánsko, Francie, Chorvatsko, Irsko, Itálie, Lucembursko, Maďarsko, Německo, Norsko, Rakousko, Slovensko, Slovinsko, Spojené království (a ostrov Man), Španělsko a Švédsko.
Mimoevropské výskyty vyžadují bližší pozornost. Starší zdroje totiž uvádějí i výskyt v severní Americe (USA) a Asii (Japonsko). Novodobé mykologické studie prokázaly (a biomolekulární analýza DNA z roku 2010 později potvrdila), že exempláře ze severní Ameriky jsou ve skutečnosti jiným druhem. Ten byl popsán roku 2008 jako Boletus regineus Arora & Simonini 2008. Naopak africký druh (popisovaný i na území Francie) Boletus mamorensis Redeuilh 1978 původně považovaný za samostatný druh, byl na základě genetické analýzy ztotožněn s hřibem bronzovým.
Území Čech představuje severní hranici výskytu tohoto druhu, takže se zde vyskytuje pouze sporadicky. V poválečných letech byl znám výskyt pouze v Českém krasu (dva nálezy poválečné, jeden hodnověrný předválečný) a v Polabí (Smotlacha jej vídal na trzích v Poděbradech a Hradci Králové). V rámci chráněných území České republiky je hřib bronzový známý mimo jiné na následujících lokalitách:
- Český kras (střední Čechy)
  - Karlštejn[15] (okres Beroun)
  - Kulivá hora[16] (okres Praha-západ)
- Chuchelský háj[17] (Praha)
- Kotvice[18] (okres Nový Jičín)
- Podyjí[19] (jižní Morava)
- Poodří[9] (Moravskoslezský kraj)
- Údolí Kunratického potoka[20] (Praha)
- Žernov[21] (okres Pardubice)

## Formy a variety

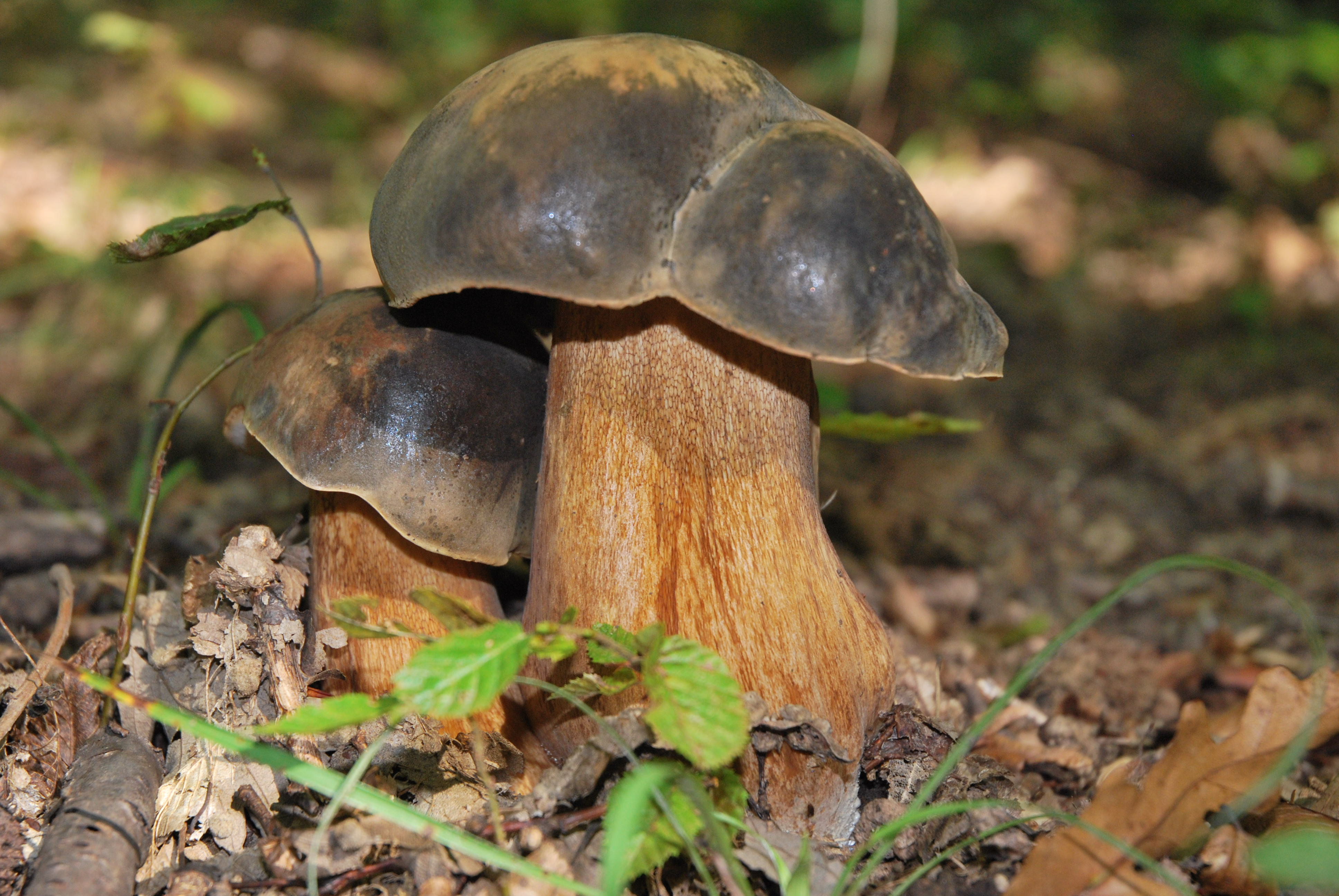
Hřib bronzový

Samotný hřib bronzový dříve pokládali mnozí mykologové za formu nebo poddruh vyšších taxonů. Například František Smotlacha jej nejdříve považoval za formu hřibu dubového (Boletus reticulatus) a o postavení této houby jako samostatného druhu jej přesvědčil mykolog Jaroslav Sýkora. Albert Pilát v polovině 20. století pokládal hřib bronzový za poddruh hřibu obecného (Boletus edulis Fr.), konkrétně Boletus edulis subsp. aereus, teprve později jej uváděl jako samostatný druh.

### Hřib lesklý
Boletus lucidus Velen. 1922. František Smotlacha pokládal hřib lesklý popsaný Josefem Velenovským za světle zbarvenou formu hřibu bronzového, která se objevuje na stinných stanovištích nebo pod listím. Podle mykologa Zdeňka Pouzara je však Boletus lucidus zcela jiná houba.

## Záměna
- hřib dubový (Boletus reticulatus) - podobná stanoviště, světlejší zbarvení, mnohem běžnější
- hřib borový (Boletus pinophilus) - hrbolkatý klobouk, načervalé tóny v hnědém zbarvení
- Boletus regineus - rozšířený v Severní Americe, neroste v Evropě

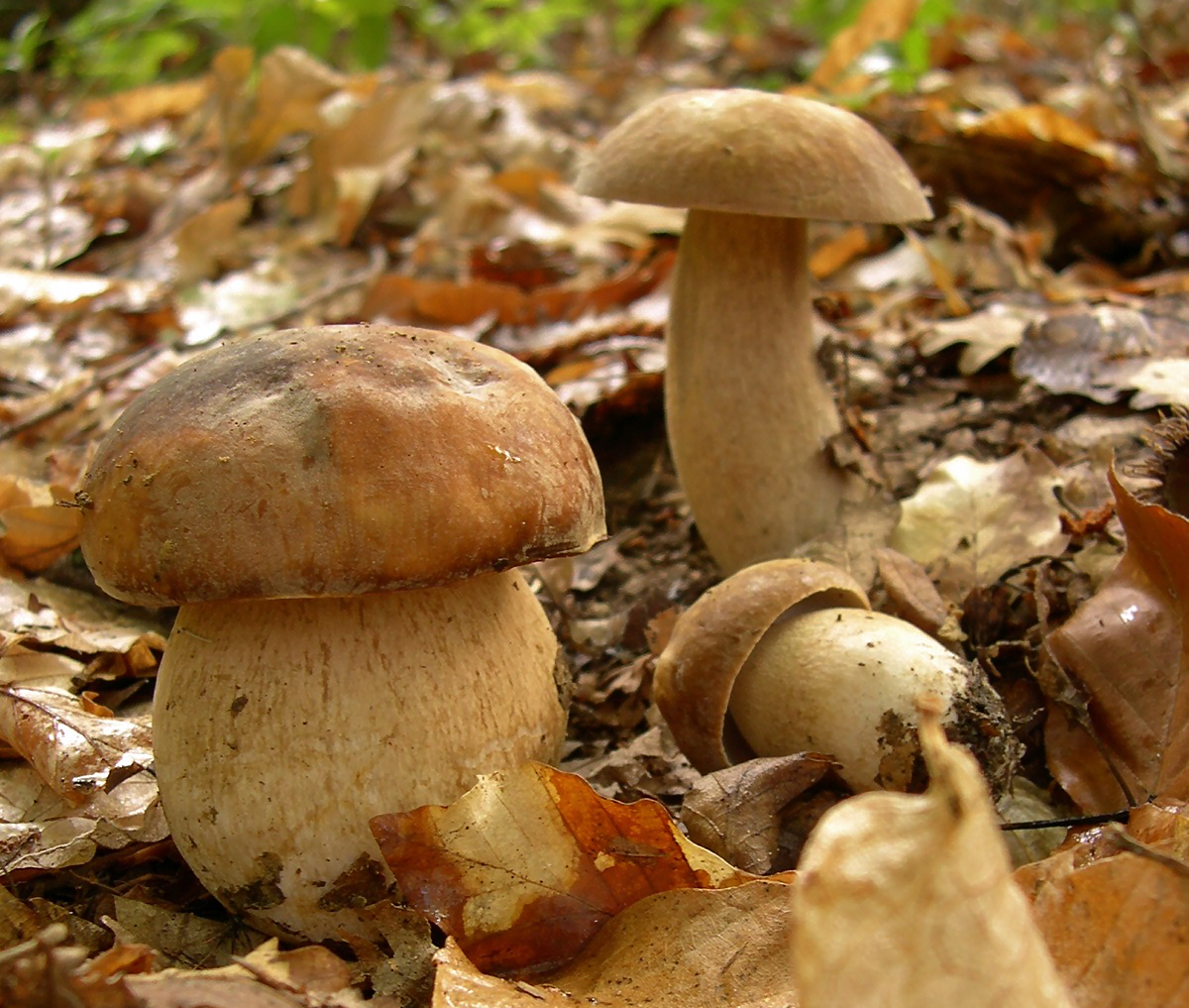
hřib dubový
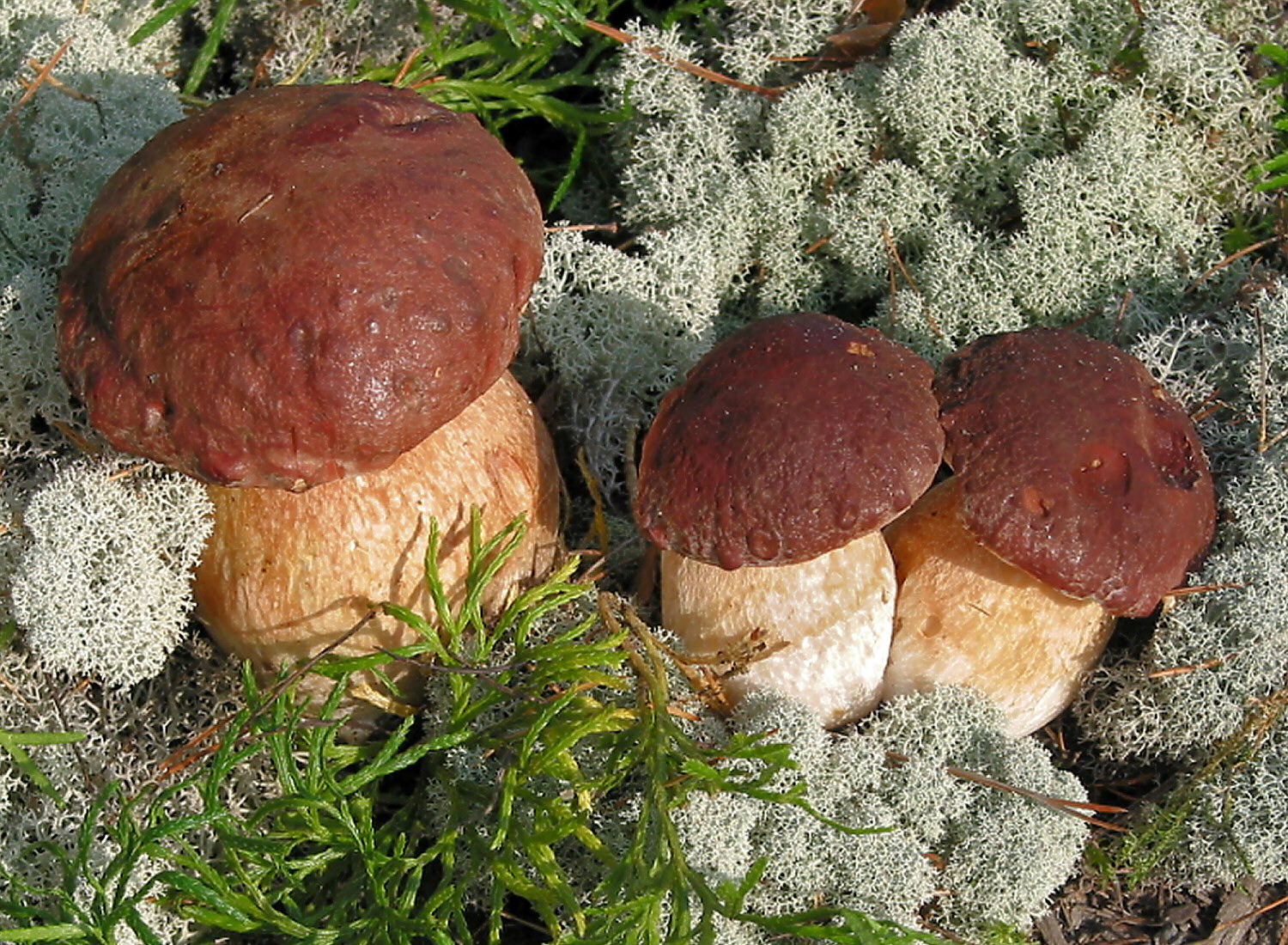
hřib borový
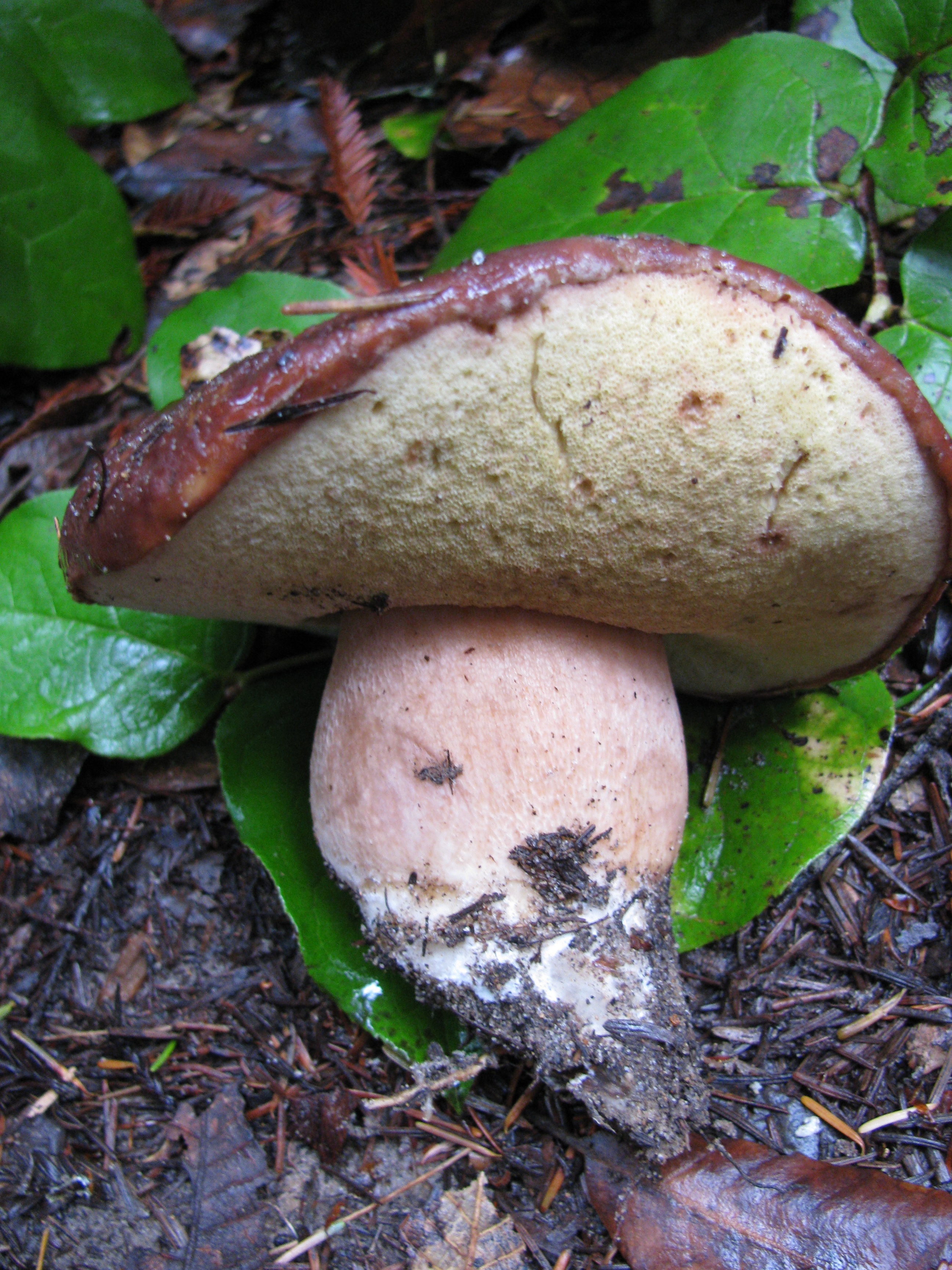
Boletus regineus

## Ochrana
V 19. a ještě počátkem 20. století byl hřib bronzový hojnější než v současnosti, v průběhu 20. století začal ustupovat (podobně jako hřib královský). Podle normy ČSN 46 3195 (platné od 1. dubna 1965 do 1. září 1997) bylo možné čerstvé plodnice hřibu bronzového prodávat na trhu.
Hřib bronzový je sice jedlý, ale pro svou vzácnost by neměl být sbírán ke kuchyňskému použití. Již v 80. letech 20. století byl navržen k ochraně. Je zařazen do Červeného seznamu hub České republiky. V současnosti je ohrožen necitlivými lesnickými zásahy do přirozených lesních ekosystémů a nepřímo vysbíráváním plodnic houbaři. Ochrana je také částečně zajištěna v rezervacích; většina lokalit však leží mimo ně. Vzhledem ke sporadickému výskytu by nálezy plodnic měly být evidovány.